# 亞當·布斯奇
亞當·布斯奇（英語：Adam Busch，1978年7月6日—）是美國的一位演員。他最著名的作品是在電視劇《吸血鬼獵人巴菲》中飾演Warren Mears角色。